# Selbyville
Selbyville è una città degli Stati Uniti, situata nella Contea di Sussex, nello Stato del Delaware. Secondo il censimento del 2000 la popolazione era di 1 645 abitanti. Rientra all'interno dell'area micropolitana di Seaford.

## Storia
Selbyville affonda le proprie origini fin dal 1778, quando fu fondata. Ebbe lo status di Town nel 1902. Selbyville era nota in passato con il nome di Sandy Branch, per la sua posizione lungo le coste del St. Martin's River, zona dove erano numerosi i mulini a vento. Nel 1842, Sampson Selby iniziò a marchiare i pacchi per la propria azienda di trasporti con la scritta Selby-Ville. Verso il 1918 Selbyville era il principale centro di raccolta delle fragole dell'intera costa atlantica, un'industria che rimase forte fino agli anni 1930.
Oggi uno dei principali impieghi per la popolazione è presso la Mountaire Farms, una compagnia di pollame, che ha un proprio impianto presso Hosier Street. Questa città ospita anche la Mumford Sheet Metal Works, che nel 1950 raggiunse il record per la padella per friggere più grande del mondo.

## Geografia fisica
Secondo i rilevamenti dello United States Census Bureau, la città di Selbyville si estende su un territorio di 3,60 km², tutti quanti occupati da terre.

## Popolazione
Secondo il censimento del 2000, a Selbyville vivevano 1 645 persone, ed erano presenti 439 gruppi familiari. La densità di popolazione era di 453,7 ab./km². Nel territorio comunale si trovavano 664 unità edificate. Per quanto riguarda la composizione etnica degli abitanti, il 72,89% era bianco, il 15,38% era afroamericano, lo 0,55% era oceanico, e lo 0,73% era asiatico. Il restante 10,45% della popolazione appartiene ad altre razze o a più di una. La popolazione di ogni razza proveniente dall'America Latina corrisponde al 21,09% degli abitanti.
Per quanto riguarda la suddivisione della popolazione in fasce d'età, il 24,3% era al di sotto dei 18, il 7,7% fra i 18 e i 24, il 28,7% fra i 25 e i 44, il 21,7% fra i 45 e i 64, mentre infine il 17,6% era al di sopra dei 65 anni di età. L'età media della popolazione era di 37 anni. Per ogni 100 donne residenti vivevano 104,1 maschi.